# Goombay Dance Band
Die Goombay Dance Band ist eine deutsche Band, die Ende der 1970er Jahre von Oliver Bendt gegründet wurde. Ihre Musik mischt Euro Disco mit karibischen Rhythmen. Ihre größten, auch internationalen Erfolge feierte sie in den frühen 1980er Jahren mit Titeln wie Sun of Jamaica, Eldorado und Seven Tears. Sie ist in Norderstedt in Schleswig-Holstein ansässig.

## Geschichte
Bendt, der in seiner Kindheit schon bei den Regensburger Domspatzen gesungen hatte, war vor Gründung der Goombay Dance Band als Schauspieler und Schlagersänger tätig. Nachdem er drei Jahre in der Karibik verbracht und dort eine Einheimische geheiratet hatte, kehrte er nach Deutschland zurück und gründete die Goombay Dance Band, die nach einer kleinen Bucht auf der Insel St. Lucia benannt ist. Neben Bendt und seiner Frau Alicia gehörten Dorothy Hellings, Wendy Doorsen und Mario Slijngaard zu der Formation.
Mit dem Lied Sun of Jamaica, das die Karibikstimmung von Strand und Meer aufnahm und karibische Musik mit leichten Popklängen vereinte, hatte die Gruppe Anfang 1980 ihren Durchbruch. Die Single wurde von den erfolgreichen Schlagerkomponisten Ekkehard Stein und Wolfgang Jass geschrieben. In kürzester Zeit stieg sie an die Spitze der deutschen Charts, wo sie neun Wochen lang blieb, und wurde zur meistverkauften Single des Jahres. Über ein halbes Jahr hielt sich Sun of Jamaica in den deutschen Top 10. Auch in Österreich und den Niederlanden kam das Lied auf Platz 1 und war in vielen weiteren Ländern ein Erfolg. Bis heute wurde die Single fast elf Millionen Mal verkauft. Mit Aloha-Oe, Until We Meet Again, Eldorado und Rain folgten bis Anfang 1981 drei weitere Hits, die in Deutschland, ebenso wie das erste Album Zauber der Karibik, die Top 10 erreichten. Einige der Erfolgshits wurden von den deutschen Musikern Holger Julian Copp und Hanno Harders (Mitte der 1980er als Beagle Music Ltd. bekannt) produziert.
Der größte internationale Erfolg der Formation kam Anfang 1982 mit Seven Tears, das erneut eine Jass/Stein-Komposition war, die auf dem gleichnamigen Volkslied basierte. In Deutschland bereits im Sommer 1981 veröffentlicht, kam das Lied nicht über Platz 13 hinaus, in Großbritannien schaffte es die Single bis auf Platz 1. Die Goombay Dance Band war damit die erste englisch singende Popgruppe aus Deutschland, die drei Wochen hintereinander die britischen Charts anführte, und wurde deshalb sogar ins Guinness-Buch der Rekorde eingetragen.
Nach 1982 verschwand die Band aus den Hitparaden, nach 1985 wurden zunächst keine Singles und Alben veröffentlicht. Dennoch blieb die Gruppe auch in den folgenden Jahrzehnten musikalisch aktiv und feierte 1995 mit der LP Island of Dreams noch einmal ein Comeback in den deutschen Albumcharts.
Für ihre Erfolge wurde die Gruppe mit drei Platin- und zwölf Goldenen Schallplatten ausgezeichnet, darunter auch Platin für die Single Sun of Jamaica in Deutschland und Gold für die Single Seven Tears in England.
Zum 30-jährigen Bestehen nahm die Gruppe 2009 ein neues Album mit dem Titel 30th Anniversary Collection auf. Daraus wurden die Titel Over the Oceans und In My Dreams als Downloadsingles veröffentlicht. In der Zeit der Fußball-Weltmeisterschaft 2010 erschien der Song Is This the Way to the World Cup.
Seit 2017 ist Ernest Clinton, ehemaliger Frontmann der Gruppe Soulful Dynamics, neuer Sänger der Goombay Dance Band, nachdem sich Oliver Bendt Ende 2016 in den Ruhestand zurückgezogen hat.

## Diskografie

### Alben
| Jahr | Titel               | Höchstplatzierung, Gesamtwochen/‑monate, AuszeichnungChartplatzierungen (Jahr, Titel, Platzierungen, Wochen/Monate, Auszeichnungen, Anmerkungen) | Höchstplatzierung, Gesamtwochen/‑monate, AuszeichnungChartplatzierungen (Jahr, Titel, Platzierungen, Wochen/Monate, Auszeichnungen, Anmerkungen) | Höchstplatzierung, Gesamtwochen/‑monate, AuszeichnungChartplatzierungen (Jahr, Titel, Platzierungen, Wochen/Monate, Auszeichnungen, Anmerkungen) | Höchstplatzierung, Gesamtwochen/‑monate, AuszeichnungChartplatzierungen (Jahr, Titel, Platzierungen, Wochen/Monate, Auszeichnungen, Anmerkungen) | Anmerkungen                         |
| Jahr | Titel               | DE | AT | CH | UK | Anmerkungen                         |
| ---- | ------------------- | --- | --- | --- | --- | ----------------------------------- |
| 1980 | Zauber der Karibik  | DE3 (24 Wo.)DE | AT1 (5½ Mt.)AT | — | — | Erstveröffentlichung: Mai 1980      |
| 1980 | Land of Gold        | DE41 (11 Wo.)DE | — | — | — | Erstveröffentlichung: November 1980 |
| 1981 | Holiday in Paradise | DE17 (12 Wo.)DE | — | — | — | Erstveröffentlichung: Juli 1981     |
| 1982 | Tropical Dreams     | DE9 (9 Wo.)DE | — | — | — | Erstveröffentlichung: März 1982     |
| 1982 | Seven Tears         | — | — | — | UK16 (9 Wo.)UK | Erstveröffentlichung: März 1982     |
| 1995 | Island of Dreams    | DE57 (7 Wo.)DE | — | — | — | Erstveröffentlichung: August 1995   |

grau schraffiert: keine Chartdaten aus diesem Jahr verfügbar
Weitere Alben
- 1982: Born to Win
- 1993: Sommer, Sonne, Strand
- 1998: Christmas Album
- 2009: 30th Anniversary Collection

### Kompilationen
- 1991: Sun of Jamaica
- 1999: Caribbean Beach Party
- 2005: Greatest Hits
- 2007: Golden Dreams of Eldorado (3-CD-Box)

### Singles
| Jahr | Titel Album                                  | Höchstplatzierung, Gesamtwochen, AuszeichnungChartplatzierungen (Jahr, Titel, Album, Platzierungen, Wochen, Auszeichnungen, Anmerkungen) | Höchstplatzierung, Gesamtwochen, AuszeichnungChartplatzierungen (Jahr, Titel, Album, Platzierungen, Wochen, Auszeichnungen, Anmerkungen) | Höchstplatzierung, Gesamtwochen, AuszeichnungChartplatzierungen (Jahr, Titel, Album, Platzierungen, Wochen, Auszeichnungen, Anmerkungen) | Höchstplatzierung, Gesamtwochen, AuszeichnungChartplatzierungen (Jahr, Titel, Album, Platzierungen, Wochen, Auszeichnungen, Anmerkungen) | Anmerkungen                                                             |
| Jahr | Titel Album                                  | DE | AT | CH | UK | Anmerkungen                                                             |
| ---- | -------------------------------------------- | --- | --- | --- | --- | ----------------------------------------------------------------------- |
| 1979 | Sun of Jamaica                               | DE1 Platin · (41 Wo.)DE | AT1 (28 Wo.)AT | CH3 (17 Wo.)CH | UK50 (4 Wo.)UK | Erstveröffentlichung: Oktober 1979 Charteintritt in UK erst im Mai 1982 |
| 1980 | Aloha-Oe, Until We Meet Again Sun of Jamaica | DE5 (22 Wo.)DE | AT1 (12 Wo.)AT | — | — | Erstveröffentlichung: April 1980                                        |
| 1980 | Eldorado Land of Gold                        | DE4 (27 Wo.)DE | AT14 (18 Wo.)AT | — | — | Erstveröffentlichung: September 1980                                    |
| 1981 | Rain Land of Gold                            | DE9 (15 Wo.)DE | — | — | — | Erstveröffentlichung: Februar 1981                                      |
| 1981 | Seven Tears Mama Coco                        | DE13 (24 Wo.)DE | AT15 (4 Wo.)AT | — | UK1 Gold · (12 Wo.)UK | Erstveröffentlichung: Mai 1981 Charteintritt in UK erst im Februar 1982 |
| 1981 | Christmas at Sea Christmas Album             | DE22 (5 Wo.)DE | — | — | — | Erstveröffentlichung: November 1981                                     |
| 1982 | My Bonnie Born to Win                        | DE50 (10 Wo.)DE | — | — | — | Erstveröffentlichung: Januar 1982                                       |

Weitere Singles
| - 1979: Ring Ting Ting - 1982: Robinson Crusoe - 1982: Santorini Goodbye - 1983: If You Ever Fall in Love - 1983: Born to Win - 1984: Don’t You Cry, Caroline - 1985: A Typical Jamaican Mess - 1985: Marlena - 1995: Sun of Jamaica ’95 Version (& Cool Summer Cuts) - 1995: I Love the Melody | - 1995: Kalimba de luna - 1999: Sun of Jamaica (MC Sol feat. Goombay Dance Band) - 2005: Sun of Jamaica (Antibazz & Sunstarz feat. Goombay Dance Band) - 2009: Over the Oceans - 2009: In My Dreams - 2010: Is This the Way to the World Cup - 2012: Traum von Jamaica - 2013: Come Back 2 Jamaica - 2013: Aloha Oe (bis wir uns wiedersehen) - 2014: Life |